# На вищих щаблях
На вищих щаблях — роман, написаний у 1962 році канадським письменником Артуром Гейлі. Сюжет роману розповідає про професійну кар'єру прем'єр-міністра Канади Джеймса Маккаллума Хоудена, який стикається з різними проблемами управління, пов'язаними із зовнішньою політикою під час холодної війни та проблемами внутрішньої політики, такими як імміграційна реформа .

## Сюжет
Дія роману відбувається під час вигаданої кризи в період «холодної війни». Герої намагаються справитися з управлінням Канадою, яка опинилася на порозі загрози термоядерної війни.
Джеймс Маккаллум Хоуден є як прем'єр-міністром Канади, лідером неназваної партії. Його уряд володіє нестійкою більшістю у канадському парламенті. Історія політичної боротьби головного героя контрастує із його занепокоєнням своїм особистим життям. Хоудена мучить почуття провини та страху за шкоду, яку може нанести його політичній кар'єрі інформація про позашлюбні стосунки з його помічницею Міллі Фрідеман. Хоча зі своєю дружиною Маргарет він має прекрасні, але похбавлені пристрасті стосунки. Не зважаючи на подружню зраду Хоуден є позитивним персонажем.
Роман складається з тьрох основних сюжетних ліній, які переплітаються по ходу сюжету. Герої в ході своїх дій прямо чи опосоредковано впливають один на одного. Перса сюжетна лінія стосується Джеймса Хоудена та найближчого політичного оточення, а саме, його правої руки Брайана Річардсона та Міллі Фрідеман, між якими спалахує роман. Друга лінія описує на перший погляд не пов'язану з першою історію нелегального іммігранта з Ванкувера, якому загрожує депортація та спроби його адвоката залишити клієнта в країні. У третій сюжетній лінії розповідається про неминучість загрози ядерної війни між Канадою та США з одного боку і Радянським Союзом разом з його сателітами з іншого. Уряди США та Канади докладають всіх зусиль, щоб скоординувати оборону своїх держав.
Чим ближче до розв'язки, то стає очевидним, що прем'єрству Хоудена серйозно загрожують наслідки аморального політичного пакту, який він був змушений укласти із колишнім політичним союзником Харві Уоррендером, щоб отримати партійне керівництво. Погіршення відносин між Ховденом і Уоррендером є одним з ключових сюжетних поворотів роману. Іншим важливим елементом сюжету є дестабілізація внутрішньополітичної ситуації в країні в результаті PR-кампанії, очолюваної опозицією, стосовно справи нелегальних іммігрантів, залучених до судового розгляду в Квебеку.
Хоча Хоуден успішно проводить переговори про договір з США, що гарантує виживання Канади в кінці майбутньої війни, а загрозу від його колишнього політичного союзника ліквідована Річардсоном, Хауден все ще стикається з перспективою програти чергові вибори, які вже наближаються, саме через свої дії у питанні імміграції. Роман закінчується напруженим моментом, коли Хоуден готується виступити в Парламенті стосовно майбутнього договору із США, що може змінити політичну карту Північної Америки назавжди.